# Unité urbaine d'Esch-sur-Alzette (LUX)-Villerupt (partie française)
L’unité urbaine d'Esch-sur-Alzette (LUX)-Villerupt (partie française) est la partie française de l'agglomération transnationale qui s'est développée autour de la ville luxembourgeoise d'Esch-sur-Alzette. Nommée d'après celle-ci et la commune française de Villerupt, elle est centrée pour sa partie française sur les communes d'Audun-le-Tiche et Villerupt auxquelles s'ajoutent trois communes de banlieue.

## Données générales
Selon le découpage effectué par l'Insee en 1999, l'unité urbaine d'Esch-sur-Alzette-Villerupt (partie française) était composée de cinq communes, ainsi que dans celui de 2010.
Dans le nouveau zonage de 2020, elle est composée des cinq mêmes communes.

## Composition 2020 de l'unité urbaine
Elle est composée des 5 communes suivantes :
| Nom            | Code Insee | Département        | Statut       | Superficie (km2) | Population (dernière pop. légale) | Densité (hab./km2) | Modifier                                    |
| -------------- | ---------- | ------------------ | ------------ | ---------------- | --------------------------------- | ------------------ | ------------------------------------------- |
| Audun-le-Tiche | 57038      | Moselle            | ville-centre | 15,43            | 7 268 (2022)                      | 471                | modifier les données · modifier les données |
| Villerupt      | 54580      | Meurthe-et-Moselle | ville-centre | 6,56             | 10 086 (2022)                     | 1 538              | modifier les données · modifier les données |
| Rédange        | 57565      | Moselle            | banlieue     | 5,50             | 1 004 (2022)                      | 183                | modifier les données · modifier les données |
| Russange       | 57603      | Moselle            | banlieue     | 3,46             | 1 257 (2022)                      | 363                | modifier les données · modifier les données |
| Thil           | 54521      | Meurthe-et-Moselle | banlieue     | 3,32             | 2 006 (2022)                      | 604                | modifier les données · modifier les données |

## Évolution démographique
| 1968   | 1975   | 1982   | 1990   | 1999   | 2010   | 2015   | 2022   |
| ------ | ------ | ------ | ------ | ------ | ------ | ------ | ------ |
| 27 492 | 24 554 | 21 633 | 19 701 | 18 906 | 19 337 | 20 247 | 21 621 |

#### Données générales
- Unité urbaine en France
- Aire d'attraction d'une ville
- Liste des unités urbaines de France

#### Données démographiques en rapport avec l'unité urbaine d'Esch-sur-Alzette (LUX)-Villerupt (partie française)
- Aire d'attraction de Luxembourg (partie française)
- Arrondissement de Val-de-Briey
- Arrondissement de Thionville

#### Données démographiques en rapport avec la Meurthe-et-Moselle et la Moselle
- Démographie de Meurthe-et-Moselle
- Démographie de la Moselle